# Salomon Hirzel
Pour les articles homonymes, voir Hirzel (homonymie).
Salomon Hirzel (1672-1755), seigneur de Wülflingen, baron d'Empire, général d'infanterie au service des Provinces-Unies, colonel du régiment suisse de son nom, et conseiller au Grand Conseil de Zurich.

## Vie
Hirzel naquit en 1672 de Jean-Gaspard Hirzel de Kefikon, et d'Anne Marguerite Lochman. Il épousa le 8 décembre 1713 Anne-Marguerite Meyss, et mourut en 1755.

## Service
Il entra au service de la Savoie comme cadet de la compagnie franche d'Oberkan en 1692: Enseigne de cette troupe lorsque son frère l'obtint il en fut fait sous-lieutenant en 1693, et premier lieutenant le 5 octobre de la même année, à la suite d'une belle action qu'il fit à la bataille de La Marsaille le jour précédent. Il leva en 1694 une compagnie pour le régiment de Sacconay qu'il suivit à la bataille et au siège de Casal, au combat d'Alexandrie et à la prise de Valence. Envoyé en quartier d'hiver en Suabe, il se trouva à la prise du château d'Evrenburg par le prince de Baden. En 1701 il fut nommé Major du nouveau régiment d'Albemarle, mérita en 1703 par sa valeur au combat d'Ekeren le brevet de Lieutenantcolonel, fut envoyé comme otage à la prise de Soufleuven, se trouva aux sièges de Bruxelles, Gand, Anvers, Ostende en 1706 & 1707, se couvrit de gloire à la bataille d'Audenarde le 11 juillet 1708, & au combat de Veenendaal le 28 septembre: il commandoit pendant cette dernière affaire le régiment d'Albermarle, avec lequel il soutint deux attaques des plus rudes sans céder un pouce de terrain, repoussa les ennemis, & donna le temps à l'infanterie de venir à son secours & de battre les François. Il eut le brevet de Colonel l'année suivante. Lieutenantcolonel du régiment quelque temps après, Colonel-commandant en 1718, Conseiller au Grand Conseil en 1721, Colonel propriétaire dudit régiment en 1725, Brigadier en 1727, Baron d'Empire en 1735, Généralmajor en 1736, Lieutenantgénéral en 1740, Général d'infanterie le 30 décembre 1747. Sa valeur, son activité, son expérience, lui ont assuré une place parmi les hommes que la Suisse a produit; & cette République a donné peu de sujets qui aient soutenu plus dignement sa gloire.